# Bandiera del Massachusetts
La bandiera del Massachusetts rappresenta lo Stato dal 1776, ma solo dal 1908 è diventata la bandiera ufficiale del Massachusetts.

## Disegno
La bandiera è composta dallo stemma dello stato su sfondo bianco.
Lo stemma raffigura un Algonchino, un nativo americano, come simbolo di pace.
Una stella bianca in alto a sinistra rappresenta l'ammissione dello Stato all'Unione.
Sotto lo scudo è presente un motto in latino, scritto su un cartiglio: "Ense petit placidam sub libertate quietem", traducibile in "Cerchiamo la pace con la spada, ma la pace esiste solamente sotto la libertà".

## Bandiera navale
Lo Stato possiede anche una bandiera per la marina mercantile. Essa raffigura un pino su sfondo bianco.